# Бёрнс, Ллойд
Ллойд Бёрнс (англ. Lloyd Burns, родился 9 декабря 1984 в Пэнтеге) — валлийский регбист, игравший на позиции хукера.

## Карьера игрока

### Клубная
Воспитанник школ команд «Понтипул» и «Кросс-Киз», за них выступал в чемпионате Уэльса. Всю свою взрослую карьеру провёл в команде «Ньюпорт Гвент Дрэгонс», выступая с ним в Про12 и Англо-валлийском кубке.

### В сборной
Выступал за сборную Уэльса до 16 лет. В мае 2011 года был включён в состав сборной из 26 человек для игры против клуба «Барбарианс». Дебютировал в той встрече 4 июня, которую Уэльс проиграл 28:31, заменив Хью Беннетта. Стал первым с 1956 года игроком сборной Уэльса, представлявшим команду «Кросс-Киз». 22 августа 2011 года был включён в состав сборной для игры на чемпионате мира 2011 года, где занял 4-е место со сборной, сыграв три матча против сборных Самоа, Намибии и Фиджи и занеся в матче против последней сборной попытку.

## Конец карьеры
В начале января 2012 года в одном из матчей Ллойд получил серьёзный перелом шеи: обследование выявило, что была повреждена аорта. Это грозило игроку не только пропуском как минимум трёх месяцев игровой практики, но и могло потребовать операции на сердце. Из опасений Ллойд завершил карьеру игрока, объявив об этом 11 апреля 2012.

## Личная жизнь
Ллойд женат, у него есть сын Оскар. В настоящее время Ллойд проходит тренерские курсы. Для поддержания тонуса занимается маунтинбайком.